# سرقت آثار هنری

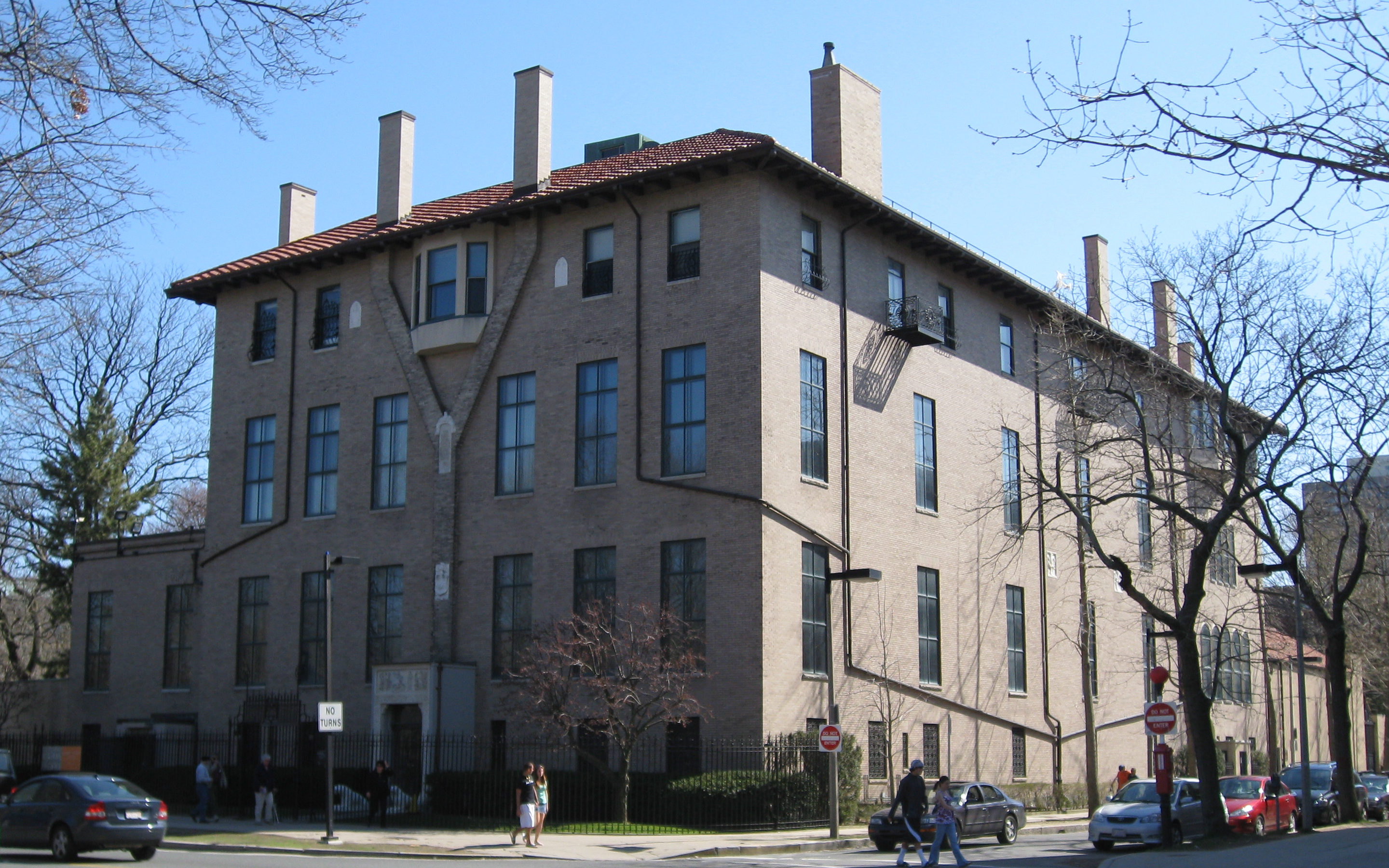
موزه ایزابلا استوارت گاردنر در سال ۱۹۹۰ مورد سرقت قرار گرفت و نقاشی‌ها و اقلامی به ارزش بیش از ۵۰۰ میلیون دلار ناپدید شد.

سرقت آثار هنری به دزدیده‌شدن نقاشی‌ها، مجسمه‌ها، یا دیگر اشکال هنرهای تجسمی از گالری‌ها، موزه‌ها یا سایر مکان‌های عمومی و خصوصی گفته می‌شود. آثار دزدیده‌شده اغلب دوباره فروخته می‌شود یا توسط مجرمان به عنوان وثیقه برای تضمین وام استفاده می‌شود. تنها درصد کمی از آثار هنری (نزدیک‌به ۱۰٪) دزدیده‌شده، بازیابی می‌شوند. بسیاری از کشورها، گروه‌های پلیس ویژه‌ای را برای موارد دزدی آثار هنری و تجارت غیرقانونی آثار هنری و آثار باستانی دزدیده‌شده اداره می‌کنند.
یکی از موارد معروف دزدی آثار هنری، دزدیده‌شدن مونالیزا از موزه لوور در سال ۱۹۱۱ توسط کارمند موزه، وینچنزو پروجا است. مورد دیگر، سرقت نقاشی جیغ بود که در سال ۲۰۰۴ از موزه مونک دزدیده‌شد، اما در سال ۲۰۰۶ بازیابی شد. بزرگ‌ترین دزدی هنری تاریخ، در موزه ایزابلا استوارت گاردنر در بوستون رخ داد، زمانی که ۱۳ اثر به ارزش ۵۰۰ میلیون دلار در سال ۱۹۹۰ به سرقت رفت. پرونده دزدی موزه استوارت گاردنر هنوز حل نشده‌است. دزدی‌های آثار هنری در مقیاس بزرگ، شامل غارت اروپا توسط نازی‌ها در درازای جنگ جهانی دوم و غارت اوکراین توسط روسیه در درازای تهاجم روسیه به اوکراین در سال ۲۰۲۲ است.